# Ruta Estatal de California 266
La Ruta Estatal de California 266, abreviada SR 266 (en inglés: California State Route 266) es una carretera estatal estadounidense ubicada en el estado de California. La carretera inicia en el Sur desde la SR 266  en la frontera con Nevada en sentido Norte hasta finalizar en la {{jct|estado=NV|SR|264|escudo=no} en la frontera con Nevada. La carretera tiene una longitud de 18,9 km (11.721 mi).

## Mantenimiento
Al igual que las autopistas interestatales, y las rutas federales y el resto de carreteras estatales, la Ruta Estatal de California 266 es administrada y mantenida por el Departamento de Transporte de California por sus siglas en inglés Caltrans.

## Cruces
La Ruta Estatal de California 266 es atravesada principalmente por los siguientes cruces:

 SR 168     en Oasis